# Ljuspannad seglare
Ljuspannad seglare (Cypseloides storeri) är en fågel i familjen seglare. Fågeln är endemisk för Mexiko där den är mycket dåligt känd och beskrevs som ny art för vetenskapen först 1992.

## Utseende och läte
Ljuspannad seglare är en medelstor (14 cm) kompakt seglare med kort och tvärt avskuren stjärt. Fjäderdräkten är sotfärgat svartbrun, på haka, tygel och panna gråaktig. Arten är mycket lik gråhakad seglare, men ljuspannad seglare har vitaktiga snarare än sotfärgade fjädrar bakom ögat och mer tvärt avslutat mönster i ansiktet. Lätet är okänt.

## Utbredning och systematik
Ljuspannad seglare förekommer endast i bergstrakter i sydvästra Mexiko (Jalisco, Guerrero och Michoacán). Huruvida den är stannfågel eller ej är oklart, men ett fynd från januari styrker tesen att den förekommer året runt. Den behandlas som monotypisk, det vill säga att den inte delas in i några underarter. 

## Levnadssätt
Arten har hittats i bergsskogar på 1500–2500 meters höjd med god tillgång på vattenfall och raviner. I Guerrero förekommer den i molnskog, i Michoacán i övergången mellan tall- och ekskog och torr tropisk lövskog. Födan är okänd. En förmodad ljuspannad seglare har observerats i en flock med cirka hundra seglarindivider, varav 80–90 kastanjeseglare, fyra svartseglare och en småseglare. Inget är känt om dess häckningsbiologi annat än att en hane med förstorade testiklar samlades in i juni.

## Status
Arten ses mycket sällan och är dessutom svår att identifiera, vilket gör att kunskapen om antal, populationsutveckling och utbredningsområde är mycket begränsad, så pass att internationella naturvårdsunionen IUCN avstår från att bedöma dess status. Istället placeras den i kategorin kunskapsbrist. Beståndet har dock uppskattats tilli storleksordningen 20 000 till 50 000 vuxna individer.

## Namn
Ljuspannad seglare beskrevs taxonomiskt som art först 1992. Fågelns vetenskapliga artnamn hedrar den amerikanse ornitologen Robert Winthrop Storer (1914-2008).